# Tatjana Bobnar
Tatjana Bobnar, née le 13 juin 1969 à Ljubljana, est un policière et femme politique slovène. Elle occupe le poste de ministre de l'Intérieur de la Slovénie à partir de juin 2022 jusqu'au 14 décembre 2022,.

## Biographie

### Jeunesse et éducation
Tatjana Bobnar est née à Ljubljana le 13 juin 1969. Elle fait ses études secondaires en langues et sciences sociales à la Gimnazija Poljane (en). Après ses études secondaires, elle étudie le droit à Ljubljana et obtient en 1993 un diplôme en criminologie et droit pénal. En 2004, elle décroche une maîtrise en droit de la même faculté avec une thèse sur les abus sexuels envers les enfants dans la famille : aspects criminologiques et de droit pénal. Entre 1993 et 2019, elle suit de nombreuses formations professionnelles et séminaires sur le thème des enquêtes criminelles, de la maltraitance des enfants et du domaine policier.

### Carrière
Entre 1993 et 1996, elle est employée par la police de Ljubljana en tant qu'enquêtrice criminel au département de la délinquance juvénile. En 1996, elle dirige le service jusqu'en 2002. De 2002 à 2007, elle devient chef du service de soutien opérationnel toujours au sein de la police de Ljubljana. Elle devient par la suite directrice adjointe de la police criminelle. De 2009 à 2018, elle occupe le poste de directrice générale adjointe de la police (en), puis elle rejoint le Centre de formation de la police en 2012[réf. nécessaire].
En 2018, elle est nommée directrice générale de la police nationale slovène par le gouvernement de Marjan Šarec. Elle est relevée de ses fonctions en mars 2020 lorsque Janez Janša prend ses fonctions de Premier ministre.

#### Ministre de l'Intérieur
Le 1er juin 2022, elle prend ses fonctions de ministre de l'Intérieur au sein du 15e gouvernement slovène, la passation a lieu le 2 juin 2022. Elle quitte ce poste le 14 décembre 2022.